# 内与力
内与力（うちよりき）は、江戸幕府の役職の1つ。

## 由来
江戸の町奉行に仕える家臣で、奉行所ではなく町奉行個人に所属する与力である。町奉行所は、役人である与力・同心が実質的に世襲で職を務めており、仕事に熟達した彼らが万端お膳立てをするため、新任の町奉行であっても問題なく業務を行なえた。
しかし、役人たちは奉行所という「役所」の居付きの者であって、制度上の部下ではあるものの町奉行個人に附属しているわけではないため、奉行が業務から外れた仕事をさせようとしても「そのような前例は無い」として拒否された。
そこで、町奉行の秘書官とも言うべき者の存在が必要とされ、設置されたのが内与力であった。

## 任命
町奉行は、元から自身に仕えている家来や、ことに馴れた者を臨時に雇い入れるなどして、与力の地位に就けた。
側用人・留守居・使番・小姓・祐筆といった役を兼務した公用人が3人、訴状掛の目安方（めやすかた、めやすがた）が2人の計5人（両町奉行所で10人）が内与力であった。
ただし、内与力は町奉行所に務める50騎（南北で25騎ずつ）のうち、各2騎ずつ（計4騎）として勘定されており、両奉行所で計46騎が奉行所付きの与力ということになる。
なお、奉行が職を辞する時は、内与力もそれに伴って奉行所から退くことになる。

## 給与
内与力は町奉行の陪臣の立場であるが、奉行所の他の与力と同様に知行を貰っていた。町奉行所の与力は、上総と下総に1万石の地を知行地として割り当てられており、これは与力個々人ではなく南北奉行所の与力全員の知行所で、ここから与力それぞれに現米が支給された。この知行地は「大縄（おおなわ）」と呼ばれており、この1万石のうち、与力4騎分（南北で2騎分ずつ）として800石が割かれ、公用人6人に600石、目安方4人に200石を給した。

## 廃止
内与力の設置は公然の習慣となっていた。しかし、奉行個人の家臣に扶持を与えるのは不法として、内与力が廃止されたことがあった。寛政のころの南町奉行・坂部広高と、天保年間の同じく南町奉行鳥居耀蔵がそうであり、その時は北町奉行所でも同じく内与力は廃止された。しかし、彼らが職を辞した後は、内与力は再設置され、そのまま幕末まで内与力の制は存続した。